# Pagazzano
Pagazzano [paɡaˈʦːaːno] (Pagassà [paɡaˈsa] in dialetto bergamasco) è un comune italiano di 2 201 abitanti della provincia di Bergamo in Lombardia, distante circa 15 chilometri a sud dal capoluogo orobico e 35 chilometri a est da Milano.

## Geografia fisica

### Territorio
Il comune è situato all'estremità meridionale della pianura bergamasca, e costituito interamente da una morfologia pianeggiante e ha un'estensione areale di 5,10 km². Confina a nord-ovest con il comune di Brignano a sud con Caravaggio e a nord con Morengo. Il territorio è interessato da numerosi fontanili, seppur in gran parte estinti.
Il suolo è prevalentemente seminativo, di profondità moderata e con un buon drenaggio, la cui permeabilità all'acqua è elevata, risultando per questo fortemente adatto all'agricoltura.

### Confini
Ad est il perimetro del comune è segnato dal Fosso bergamasco, antico confine civile e politico variamente conteso tra il Ducato di Milano e la Repubblica di Venezia, in vigore fino al 1797, che separava la Gera d'Adda dal Quadra di Mezzo e dal Quadra di Calcinate.
A sud, a delimitare il confine con il comune di Caravaggio è la Riserva naturale Fontanile Brancaleone.

### Idrografia
L'area di Pagazzano è localizzata nel settore appartenente al bacino del fiume Serio, anche se geograficamente non si può escludere che in fasi geologiche particolari, vi sia stata una rilevante influenza esercitata anche dal fiume Adda nella conformazione del territorio.
L'elemento idrografico più importante per estensione lineare e portata è senza dubbio la Roggia Brembilla, detta anche Viscontina, il cui ramo est attraversa il centro del comune e si immette, seppur parzialmente, nella fontana Brancaleone. Da questa si diramano numerosi fossi e rogge secondarie che forniscono l'irrigazione ai campi coltivati.
Il valore del Fosso bergamasco che costituiva il bacino idrografico più rilevante fino al secolo scorso, è andato progressivamente riducendosi al punto di risultare, attualmente, quasi interamente interrotto.

## Origini del nome
Non vi è certezza sull'etimologia del nome, da alcuni voluto come derivazione di pagus e anus ossia villaggio antico da altri derivato dal nome di un proprietario romano Pacatius. 
L'editto per il compartimento dello Stato di Milano del 10 giugno 1757, nel menzionare i comuni della Pieve di Gera d'Adda, cita anche quello di Pagazzano.

## Storia

### Origini
Situata in quella che in epoca romana era chiamata Insula Fulcheria Pagazzano ha sempre avuto il carattere prevalente di piccolo insediamento agricolo che peraltro mantiene.
Ha partecipato come i comuni limitrofi alla centuriazione che i Romani effettuarono nell'area, e di essa rimangono tracce nell'attuale topografia.
Caratterizzata da una limitata densità demografica, Pagazzano ha sempre subito i vari processi storici che l'hanno interessata piuttosto che parteciparvi da protagonista.

### Il medioevo
Pagazzano mantenne anche nel medioevo le sue caratteristiche di piccolo borgo agricolo con limitato appeal strategico-militare nonostante la sua posizione centrale lungo l'asse Crema-Bergamo.
Vi fu costruita una fortificazione, secondo alcuni nel VI secolo, secondo altri nel X per difendersi dalle razzie degli Ungari.
Pagazzano già nell'XI secolo gravitava nell'orbita politico-militare milanese per ritrovarsi nel 1300 nel possesso dei Visconti che vi costruirono tra il 1450 al 1475 il castello che è rimasto, in buono stato di conservazione nella sua struttura architettonica, il suo monumento più importante e dal notevole fascino medievale.
Il castello, costruito sulla preesistente fortificazione, ha un aspetto spiccatamente militare privo di quegli abbellimenti e arricchimenti architettonici che hanno trasformato analoghi edifici in dimore principesche.
La struttura in mattoni cotti è tipica dell'architettura militare viscontea, ha forma quadrata circondata da un largo fossato che ne aumentava la funzione difensiva.
In tempi successivi fu aggiunta una loggia, piuttosto rustica, sul lato a sera, per aumentarne la capacità abitativa ma senza migliorane l'aspetto estetico, anche se, complessivamente, rimane un gradevole esempio dell'architettura militare.
Particolarità di Pagazzano è che per almeno sei secoli la sua parrocchia fece parte della diocesi di Pavia (pur essendo isolata dal resto della diocesi pavese), dal 1217, ma probabilmente da prima ancora, al 1820, quando passò alla diocesi di Bergamo.

### Età moderna
Pagazzano e ancor più il suo castello fu oggetto di interesse nell'annosa contrapposizione tra i Visconti-Sforza e la Serenissima, passando ripetutamente da un soggetto all'altro, senza che tuttavia migliorassero le condizioni socioeconomiche degli abitanti del borgo. La controversa questione legata al confine tra le due potenze venne definita con la costruzione del fosso bergamasco, canale che lambiva anche il territorio di Pagazzano, delimitandolo ad est e relegandolo definitivamente sotto l'influenza milanese.
Con la caduta della dinastia degli Sforza ad opera dei Francesi Pagazzano entrò, assieme a Milano, nella sfera d'influenza di questi ultimi per passare dopo il trattato di Cateau-Cambrésis, 1559, sotto gli Spagnoli.

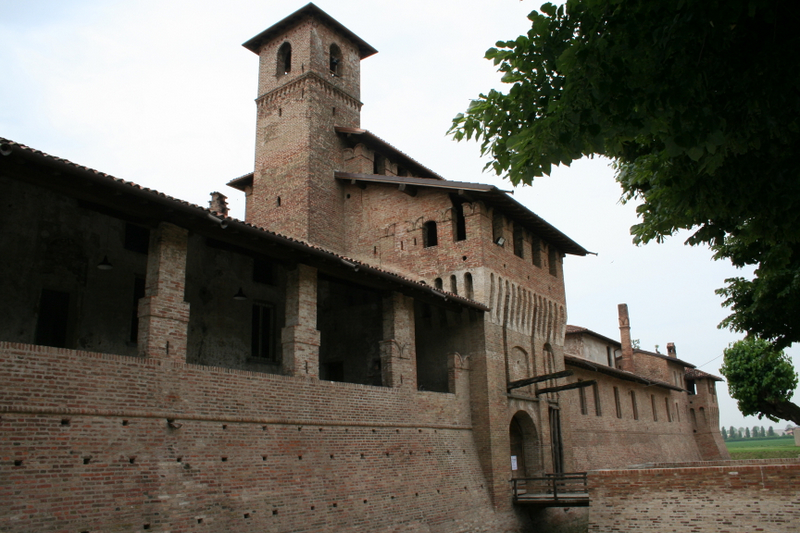
Il castello

Il periodo spagnolo fu il più duro per la comunità di Pagazzano, che dovette subire oltre il malgoverno dei nuovi dominatori, soprusi e ruberie che ne bloccarono lo sviluppo economico e demografico contribuendo al suo regresso.
Con il passaggio sotto la dominazione austriaca, 1700, dominazione dura ma efficiente, vi fu un notevole miglioramento nelle condizioni di vita della comunità. Si sviluppò un incremento demografico e un miglioramento generale nelle condizioni di vita verificabile anche da un certo sviluppo edile e dall'utilizzo di materiale più pregiato nelle costruzioni.
Passato il periodo napoleonico, che a Pagazzano produsse i consueti aspetti negativi determinati dalla presenza di una truppa turbolenta e per necessità saccheggiatrice, il villaggio ritornò, dopo il Congresso di Vienna, 1818, sotto la dominazione austriaca.
Il miglioramento delle condizioni socioeconomiche della comunità nel periodo austriaco consentì quello sviluppo demografico che si era arrestato oltre a un incremento della produzione agricola.
La ricerca di nuove aree da dedicare all'agricoltura determinò a una deforestazione selvaggia che eliminò la ricca zona boschiva presente sul territorio.
Lo sviluppo di Pagazzano si incrementò dopo il 1861 con l'Unità d'Italia rimanendo tuttavia dominante un'economia a carattere prevalentemente agricolo.

### Simboli
Lo stemma e il gonfalone sono stati concessi con decreto del presidente della Repubblica del 4 novembre 2003.
Il gonfalone è un drappo di giallo.

## Monumenti e luoghi d'interesse
Tra i principali siti d'interesse emergono per importanza:
- Castello di Pagazzano
- Chiesa dei Santi Nazario e Celso
- Chiesa di San Francesco

### Centro storico
Il centro storico di Pagazzano riveste una grande importanza nel panorama urbanistico del paese, avendo mantenuto la struttura che il borgo possedeva in età medievale, anche se l'evoluzione edilizia ha esteso nel tempo il comune verso nord. Attualmente il centro storico presenta un impianto urbanistico relativamente moderno, anche se è prevista una riqualificazione, in parte già completata, delle aree circostanti il castello e la Corte Berghemina.

## Società

### Evoluzione demografica
Abitanti censiti

Dati precedenti sulla popolazione residente: 
- 450 nel 1751
- 552 nel 1805
- 651 nel 1816
- 932 nel 1853

Età della cittadinanza
La fascia d'età 36-53 anni costituisce la parte più consistente della popolazione comunale, contando per il 28.5% del totale, seguita dalla fascia 18-35 anni, che conta il 25.1% dei residenti.
Condizione professionale
La forza lavoro sul totale popolazione è del 55%. Coloro che non costituiscono tecnicamente "forza lavoro", sono in prevalenza pensionati (47%), casalinghe (32%), studenti (13%).
Il tasso di disoccupazione è al 6.7%, decisamente sotto la media nazionale ma in linea con i dati dei comuni limitrofi.
Istruzione
A Pagazzano sono presenti la scuola materna, le scuole elementari e le scuole medie.
Nelle fasce giovani, l'indice di non completamento dell'istruzione obbligatoria è pari a zero. Tuttavia, l'11% del totale della popolazione risulta non aver terminato il primo ciclo di istruzione (si tratta quasi esclusivamente della popolazione più anziana che abbandonava gli studi per dedicarsi al lavoro, con sostanziale parità tra uomini e donne). Globalmente, tra la popolazione con età >19 anni, risulta che 3 pagazzanesi su 10 hanno conseguito un diploma di scuola secondaria di secondo grado (scuole superiori). Anche in questo caso, il dato globale va letto in considerazione del basso indice di scolarità della popolazione più anziana. Il dato cambia sensibilmente infatti per coloro che hanno completato il ciclo di istruzione secondaria di secondo grado tra i 19 e 34 anni, che superano il 60% della cittadinanza.
Altri indici
- Numero di addetti nelle imprese situate nel comune: 475
- Pendolarismo: sono 1109 i Pagazzanesi che si spostano quotidianamente al di fuori del paese: il 70% per lavoro, il 30% per motivi di studio.
- Numero di coppie: quelle con figli costituiscono il 67.8% dei nuclei familiari, mentre le coppie non coniugate il 6.87%.
- Famiglie: in totale le famiglie sono circa 790. Il 26% dei nuclei familiari è composto da una coppia, il 24.2% da tre persone, il 18.7% da quattro persone.
Relazione tra sviluppo demografico ed immigrazione
Lo sviluppo industriale degli ultimi anni e l'intensa attività edilizia, hanno portato ad un aumento degli abitanti residenti: confrontando l'incremento dei residenti con il decremento della natalità emerge che l'aumento della popolazione è dovuto al saldo migratorio positivo, conseguente al trasferimento a Pagazzano di cittadini residenti in comuni limitrofi o da immigrazione di cittadini stranieri.
I dati statistici relativi all'immigrazione nel comune hanno evidenziato una presenza preponderante di immigrati di origine africana rispetto a quelli provenienti dai paesi asiatici e da cittadini comunitari: in totale costituiscono circa il 5% della popolazione.

## Cultura

### Eventi
La seconda settimana di settembre si festeggia la "Sagra della Madonna del Rosario", che attira ogni anno migliaia di visitatori. Oltre la celebrazione religiosa di rito e la tradizionale processione per le vie del piccolo borgo, sono attivati servizi di ristorazione presso l'Oratorio San Giovanni Bosco che offre i piatti tipici della tradizione bergamasca, tra cui casoncelli e il rinomato stinco di maiale al forno con polenta. Il sabato antecedente la festa, Pagazzano si anima grazie ai mercatini di solidarietà che da sempre si svolgono in via Crivelli e fino al castello visconteo.

## Infrastrutture e trasporti

### Strade
Le principali arterie di comunicazione del comune sono rappresentate dalla strada Provinciale n. 129 che attraversa il centro urbano nella direzione ovest-est e collega Pagazzano con i comuni di Treviglio e Morengo e la s.p. 127 che in direzione nord-ovest collega il comune con Brignano Gera d'Adda.
Distanza dagli ingressi autostradali BreBeMi (A35):
- Casello di Bariano: 2,5 km
- Casello di Caravaggio: 4,9 km
- Casello di Treviglio: 9,5 km